# Katatonia
Katatonia är ett svenskt metalband som bildades i Stockholm 1991 av Jonas Renkse och Anders Nyström, vilka fortfarande utgör bandets drivande kraft. Debutalbumet Dance of December Souls gavs ut 1993. Katatonias melankoliska sound och mörka texter som bland annat handlar om sorg, depression, isolering, självmord, uppgivenhet etcetera har resulterat i att många kallar musiken för doom metal, alternativt depressiv rock; det har utvecklats mot det senare.

## Historia
Katatonia bildades 1991, först under namnet Melancholium, av sångaren och trummisen Jonas Renkse ("Lord Seth") och gitarristen Anders Nyström ("Sombreus Blackheim"). Den första demon Jhva Elohim Meth spelades in under tre dagar i juni 1992. Inspelningen gjordes i Gorysound Studio med Dan Swanö från Edge of Sanity som producent och distribuerades i en upplaga om 500 kassetter. Senare samma år gavs den ut på CD av det holländska skivbolaget Vic Records under namnet Jhva Elohim Meth. Bandet rekryterade basisten Israphel Wing (Guillaume Le Huche), tidigare i Tears of Luna, och spelade in albumet Dance of December Souls i Unisound Studios, åter med Swanö som producent. Debutalbumet gavs ut 1993 av No Fashion Records. I september året därpå gjordes inspelningen av låtarna till EPn For Funerals to Come som gavs ut av Avantgarde Music 1995.
På de två kommande skivorna, albumet Brave Murder Day 1996 och EP:n Sounds of Decay 1998, är det Opeths sångare Mikael Åkerfeldt som framför den growlade sången som komplement till Renkses rena sång. Le Huche hade lämnat bandet, och Katatonias nye basist blev Mikael Oretoft. EP:n Saw You Drown gavs ut i 1 500 handnumrerade exemplar i början av 1998, och i april samma år kom fullängdsalbumet Discouraged Ones. Inspelningen var gjord i Sunlight Studios med hjälp av Fred Estby (Dismember) och Tomas Skogsberg.
1999 års Tonight's Decision spelades in med Dan Swanö som sessionsmedlem på trummor. Albumet hade återigen Åkerfeldt som andresångare. Det gavs ut av Peaceville som sedan dess varit Katatonias skivbolag. Albumet Last Fair Deal Gone Down är det första albumet med bandets nuvarande medlemmar Mattias Norrman på bas och Daniel Liljekvist på trummor. Inspelningen gjordes åter i Sunlight Studio, mellan april och november 2000, och skivan gavs ut |2001.
Katatonias sjätte studioalbum Viva Emptiness kom 2003 och under våren turnerade bandet i Europa tillsammans med Finntroll, medan Before the Dawn och Dark Suns var förband då Katatonia spelade i Tyskland i april. Det senaste albumet, The Great Cold Distance, spelades in i Fascination Street Studios i Örebro under sommaren 2005 och gavs ut i mars 2006. Bandet gjorde under året sina första spelningar i Ryssland, dels i Moskva och dels i St Petersburg. Med italienska Novembre som förband spelade Katatonia åter runt om i Europa, bland annat i Turkiet och under hösten turnerade bandet i Nordamerika tillsammans med Moonspell och Daylight Dies.
I november 2009 gav Katatonia ut sitt åttonde studioalbum, Night Is the New Day, på Peaceville Records.
Den 17 mars 2025 meddelande Katatonia via sina sociala mediekonton på Facebook och Instagram att gitarristen Anders Nyström hade lämnat bandet. Meddelandet var signerat av sångaren Jonas Renkse som tillsammans med Nyström grundade bandet 1991. Vid tiden för Nyströms avhopp hade han inte turnérat med bandet på ett antal år. Någon mer ingående förklaring till varför han valde att lämna har inte getts och inte heller något besked om vem kan komma att ersätta Nyström i bandet.

## Sidoprojekt
Renkse och Nyström startade 1999, tillsammans med Dan Swanö och Mikael Åkerfeldt, death metal-bandet Bloodbath, som gav ut sitt första album, Resurrection Through Carnage 2002. Bloodbath släppte år 2008 EP:n Unblessing the Purity och albumet "The Fathomless Mastery".

## Medlemmar
Nuvarande medlemmar

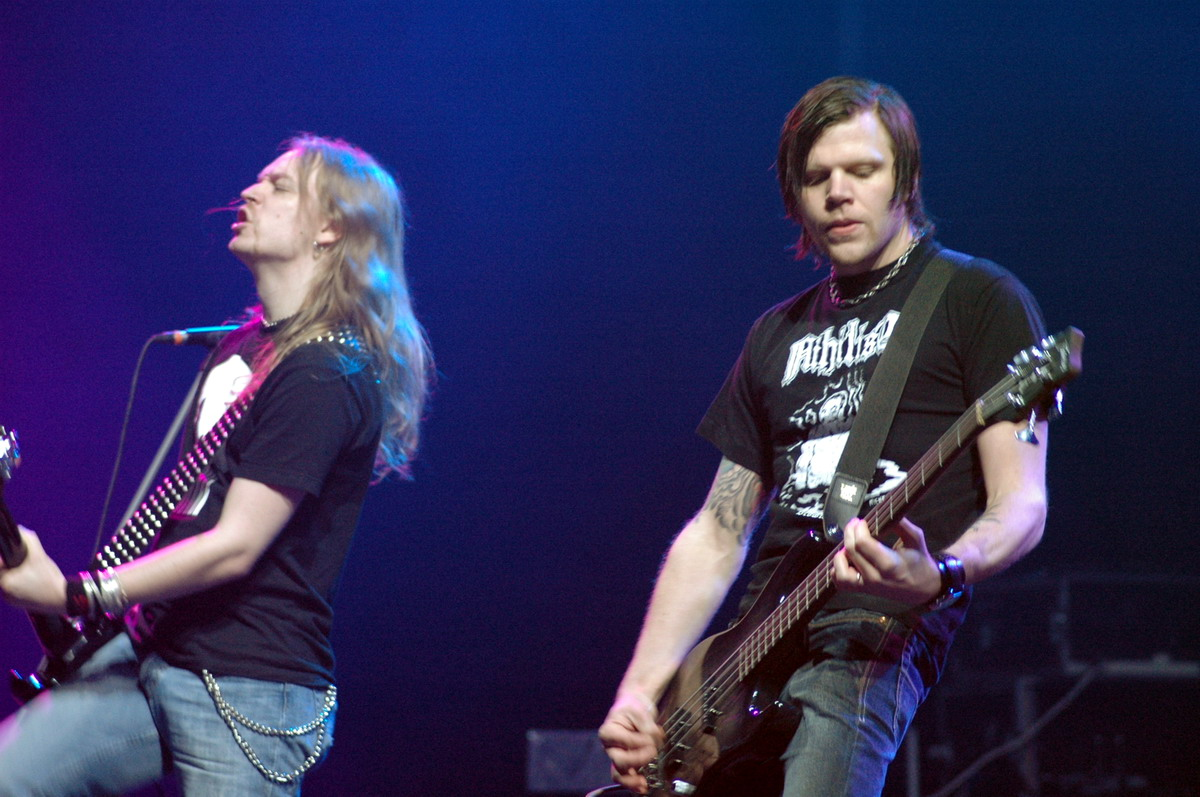
Anders "Blackheim" Nyström och Mattias Norrman på Metalmania 2005.

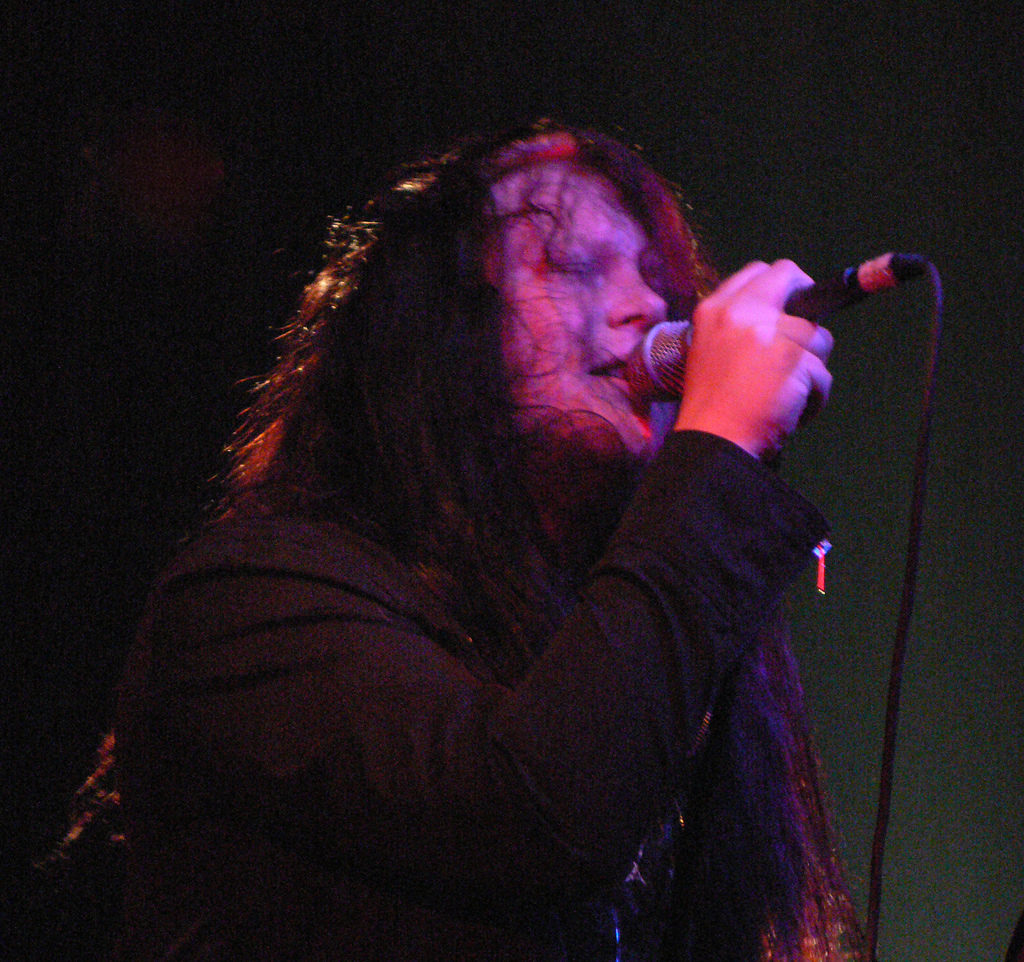
Jonas Renkse med Katatonia i Virginia, USA 2005.

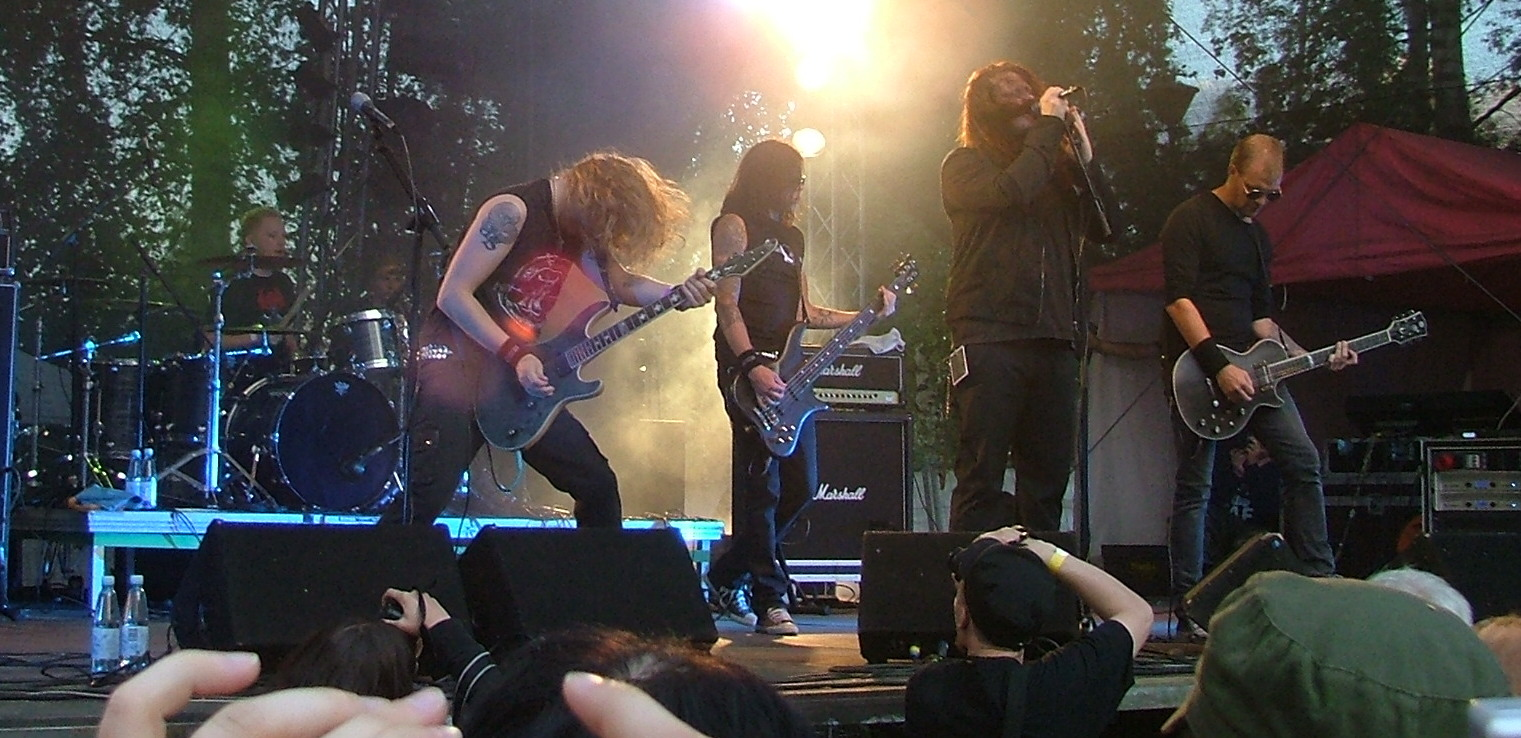
Katatonia på Kuopio Rockcock 2004.

- Jonas Renkse – trummor (1991–1998), sång, gitarr, keyboard, programmering (1991– )
- Niklas "Nille" Sandin – basgitarr (2010– )
- Daniel Moilanen – trummor (2015– )
- Nico Elgstrand – gitarr (2025– )
- Sebastian Svalland – gitarr (2025– )

Tidigare medlemmar
- Anders "Blakkheim" Nyström – basgitarr, keyboard (1991–1993), gitarr, bakgrundssång, programmering (1991–2025)
- Guillaume "Israphel Wing" Le Huche – basgitarr (1992–1995)
- Fredrik "North" Norrman – gitarr (1994–2009)
- Mikael Oretoft – basgitarr (1995–1998)
- Mattias "Kryptan" Norrman – basgitarr (1999–2009)
- Daniel Liljekvist – trummor, slagverk (1999–2014)
- Per "Sodo" Eriksson – gitarr (2010–2014)

Turnerande medlemmar
- Daniel – gitarr (1991–1992)
- Mikael Åkerfeldt – gitarr, bakgrundssång (1993–1994)
- Kristian Pook – gitarr (1993)
- Victor Takala – gitarr, bakgrundssång (1994)
- Mikael Oretoft – basgitarr (1996)
- Kenneth Englund – trummor (1996)
- Niklas "Nille" Sandin – basgitarr (2009–2010)
- Per "Sodomizer" Eriksson – gitarr (2009–2010)
- Daniel Moilanen – trummor (2014–2015)
- Bruce Soord – akustisk gitarr (2014)
- JP Asplund – slagverk (2014)
- Tomas Åkvik – gitarr, bakgrundssång (2014)

Gästartister (studio)
- Day DiSyraah – keyboard, sång (1993)
- Mikael Åkerfeldt – growl (1997, 1998,1999)
- Andreas Åkeberg – bakgrundssång (2006)
- Peter Damin – trummor, slagverk (2006)
- David Castillo – keyboard, programmering (2006)
- Jens Bogren – keyboard, programmering (2006)
- Frank Default – keyboard, piano, slagverk, programmering (2009, 2010, 2012)
- Krister Linder – sång (2009)
- JP Asplund – slagverk (2012)
- Silje Wergeland – sång (2012, 2013)
- Dan Swanö – keyboard, sång, trummor

## Diskografi
Huvudartikel: Katatonias diskografi
- 1993: Dance of December Souls
- 1996: Brave Murder Day
- 1998: Discouraged Ones
- 1999: Tonight's Decision
- 2001: Last Fair Deal Gone Down
- 2003: Viva Emptiness
- 2006: The Great Cold Distance
- 2009: Night Is the New Day
- 2012: Dead End Kings
- 2013: Dethroned & Uncrowned
- 2016: The Fall of Hearts
- 2020: City Burials
- 2023: Sky Void of Stars
- 2025: Nightmares as Extensions of the Waking State